# Kâchchâyana
Kâchchâyana est un grammairien srilankais qui vécut au XIe siècle. Il lui est attribué un livre de grammaire en 8 parties, le Vyâkarana.